# Мікі Ішікава
Мікі Мішель Ішікава (нар. 29 липня 1991) — американська акторка та співачка японського походження, найвідоміша за своєю роллю Емі Йосіди в "Терорі" та тим, що входить до музичної групи T-Squad. 

## Кар'єра
Мікі Ішікава розпочала свою кар'єру, коли підписалась на Disney Records у складі групи T-Squad. За цей час вона гастролювала з Братами Джонас, Майлі Сайрус та дівчатами гепардів та брала участь у серіалі « Нікелодеон » Zoey 101 .  З часу розформування T-Squad вона продовжила сольну кар'єру. 
Мікі з'явилася в кількох інших проектах, таких як Make Your Move, де у неї була допоміжна роль, а за нею - азійська драма під назвою Sway .  Вона виграла чергову роль серіалу Емі Йошида в «Терорі» ; роль, яку вона відчувала близькою. "Я ідентифікую себе як друге покоління, тому, читаючи Емі, здавалося, що ми дуже схожі, і я відчував себе дуже близьким і пов'язаним з персонажем". 
Знялась серіалі Діснея + Сокіл та Зимовий солдат, що є частиною надзвичайно успішного Кіносесвіту Marvel. 

## Особисте життя
Мікі є членом проєкту UNICEF Tap; підвищення обізнаности для тих, хто не має доступу до чистої води. 

## Фільмографія
| Рік      | Назва             | Роль                  | Примітки       |
| -------- | ----------------- | --------------------- | -------------- |
| 2005 рік | 3 Важкий шлях     | Медісон               | Короткий фільм |
| 2005 рік | Твоє, моє та наше | Міюкі Норт            |                |
| 2009 рік | Смішні люди       | Учасник ролі Yo Teach |                |
| 2013 рік | Зробіть свій рух  | Нацумі                |                |
| 2014 рік | Похитнути         |                       |                |

## Телебачення
| Рік      | Назва                         | Роль             | Примітки            |
| -------- | ----------------------------- | ---------------- | ------------------- |
| 2005 рік | Зої 101                       | Вікі             | 4 епізоди           |
| 2008 рік | Лінкольн Хайтс                | Rival Ringleader | Епізод: "Нові дикі" |
| 2009 рік | Сполучені Штати Тари          | Олівія           | Епізод: "Післядії"  |
| 2009 рік | Йо Навч. . !                  | Мікі             | Мінісеріал          |
| 2017–19  | Удар                          | Сінтія Чен       | Головна ролях       |
| 2018 рік | 9-1-1                         | Колектив Стефані | Епізод: "Відпусти"  |
| 2019 рік | Терор                         | Емі Йосіда       | 10 серій            |
| 2019 рік | Морська поліція: Лос-Анджелес | Жан Чу           | Епізод: "Прованс"   |
| 2021 рік | Сокіл та Зимовий солдат       | Мія              |                     |